# Henry Scott
Pour les articles homonymes, voir Scott et Henry Milne Scott.
Henry Scott (1746 – 1812), 3e duc de Buccleuch et  5e duc de Queensberry, est un aristocrate écossais.

## Biographie
Fils de Francis Scott, comte de Dalkeith, il succède à son grand-père Francis Scott comme duc de Buccleuch en 1751. Sa grand-mère paternelle est Jane Douglas, fille de James Douglas, deuxième duc de Queensberry (en) (cf. Queensberry (hill)). 
Il étudie au collège d'Eton et, grâce à son beau-père Charles Townshend, peut faire de 1764 à 1766 un voyage à l'étranger, avec Adam Smith (dont il resté toute sa vie un ami) comme précepteur.
Il devient le premier président de la Royal Society of Edinburgh en 1783. Il est nommé chevalier de l'ordre du Chardon en 1767 et chevalier de l'ordre de la Jarretière en 1794 (se démettant de son titre de chevalier de l'ordre du Chardon). Il devient 5e duc de Queensberry en 1810 à la mort de son cousin William (avec une dissociation du titre, le marquisat de Queensberry allant à une branche collatérale par les mâles des Douglas de Queensberry, dont John Sholto). C'était un ami de Sir Walter Scott.
De 1778 à 1812, il est capitaine de la Royal Company of Archers.

## Famille
Le 2 mai 1767, il épousa Elizabeth Montagu , la fille aînée de Mary Montagu et de George (Brudenell) Montagu, 1er duc de Montagu . Le couple se marie à Montagu House, Whitehall, Londres. Les grands-parents maternels et paternels d'Elizabeth sont respectivement John Montagu, 2e duc de Montagu et Mary Churchill , et George Brudenell, 3e comte de Cardigan et Lady Elizabeth Bruce. Deux de ses arrière-grands-parents maternels sont John Churchill, 1er duc de Marlborough et Sarah Jenyns (plus tard Churchill).
Henry et Elizabeth ont sept enfants ensemble :
- Elizabeth Scott (décédée le 29 juin 1837), épouse Alexander Home, 10e comte de Home et a des descendants.
- George Scott, comte de Dalkeith (25 mars 1768 - 29 mai 1768)
- Mary Scott (21 mai 1769 - 21 avril 1823), épouse James Stopford, 3e comte de Courtown, et a des descendants.
- Charles William Henry Montagu Scott, 4e duc de Buccleuch et 6e duc de Queensberry (24 mai 1772 - 20 avril 1819)
- Caroline Scott (6 juillet 1774 - 29 avril 1854), épousa Charles Douglas (6e marquis de Queensberry) et a des descendants.
- Henry James Montagu Scott, 2e baron Montagu de Boughton (16 décembre 1776 – 30 octobre 1845)
- Harriet Scott (1er décembre 1780 - 18 avril 1833), épouse William Kerr, 6e marquis de Lothian et a des descendants.